# Apollonia Vanova
Apollonia Vanova (på slovakiska: Apolónia Váňová) är en slovakisk-kanadensisk skådespelare och operasångerska. Vanova är känd för sina roller i filmer och TV-serier såsom Watchmen, Stargate Atlantis, Samurai Girl, The L Word och Man of Steel. Vanova är född i Slovakien, men uppväxt i Vancouver, Kanada.

## Filmografi (i urval)
- The Void (2001)
- Life or Something Like It (2002)
- Impulse (2008)
- Watchmen (2009)
- Man of Steel (2013)